# Звангендаба
Звангендаба (Зонгендаба) (бл. 1785 — 1848) — 1-й інкосі я махосі (володар) держави Нгоні-Джере в 1835—1848 роках. Повне ім'я Звангендаба каЗігуда Джеле Гумбі.

## Життєпис
Походив з племені нгоні — групи народу нгуні. Син Хлачвайо, вождя нгоні-джере. Народився близько 1785 року десь в сучасній провінції Наталь. Служив під орудою Звіде каЛанга, іннкосі конфедерації ндвандве.
У 1818 році почалася запекла війна проти племен мтетва і кумало, яким завдано нищівних поразок. В цих кампаніях звитяжив Звангендаба. Втім того ж року у битві на пагорбах Гоклен вождь зулусів Шака здобув перемогу над ндвандве.
З 1819 року почав відступ на північний схід. Його молодший брат Сомкхангі каЗігуді з кланом гумбі залишився на батьківських землях. До 1825 року встановив владу в долині річки Коматі. 1827 року уклав союз з Сошангане, вождемклану газа, але невдовзі між ними почалася війна. Звангендаба спільно з Мхлабою, братом Сошангане, відступив на північ, де почав війну проти держави Розві. Домігся низки значних успіхів, але повністю здолати супротивника не зміг.
1831 року уклав союз з Нхабе мсане, вождем нгоні-масеко, спрямований проти Сошангане. 1835 року зазнав остаточної поразки від Сошангане, рушивши далі на північ. На шляху частково сплюндрував прикордонні землі Мономотапи. На цей час йому вже підвладно було 50 тис. осіб, при цьому нгоні становили меншість. 29 листопада 1835 року перетнув річку Замбезі, що супроводжувалося повним сонячним затемненням.
1836 року уклав союз з калонгою Калімакудзуру, спрямований проти яо, Лунду і Унді. Проте пройшов далі, зупинившись в сучасній Східній Танзанії, де він заснував свою резиденцію в Мапупо. Прийняв титул інкосі-я-махосі (вождь вождів). 1837 року почав війни проти держави Бемби.
У 1840 році Звангендаба досяг озера Танганьїка. В результаті підвладні землі охоплювали землі від півдня озера Танганьїка до північного узбережжя озера Ньяса, потім смугою тягнулися до Замбезі. разом з тим державне утворення все ще не було міцнив, незважаючи на реформи у стилі зулусів Шаки. Впровадив посади головного радника індуни (допомагав керувати військами та стосунками з сусідніми державами) та алумузани (очільника цивільних господарств).
Помер 1848 року. після цього держава розпалася на 5 частин, основними з яких стали в Замбії та Малаві на чолі із родичами Мпезені I й М'Мбелва I відповідно. Кожен з них прийняв титул інкосі-я-махосі.